# Nesogalepsus beieri
Nesogalepsus beieri är en bönsyrseart som beskrevs av Renaud Maurice Adrien Paulian 1961. Nesogalepsus beieri ingår i släktet Nesogalepsus och familjen Tarachodidae. Inga underarter finns listade i Catalogue of Life.